# (20304) Wolfson
(20304) Wolfson (1998 FA102) – planetoida z grupy pasa głównego asteroid okrążająca Słońce w ciągu 3,69 lat w średniej odległości 2,39 j.a. Odkryta 31 marca 1998 roku.